# Peter Pan (phim 1987)
Peter Pan (tiếng Nga: Питер Пэн) là một bộ phim thần tiên - cổ tích của đạo diễn Leonid Nechayev, ra mắt lần đầu năm 1987.

## Nội dung
Dựa theo tiểu thuyết cùng tên của nhà văn James Matthew Barrie, truyện phim kể về cậu bé Peter Pan không bao giờ lớn. Cậu sống cùng các "cậu bé đi lạc" - cũng không bao giờ lớn trên hòn đảo Neverland. Cậu là khắc tinh của tên cướp biển độc ác có biệt danh là Thuyền trưởng Hook vì dám lấy trộm kho báu của hắn. Peter rất thân với một cô bé tên là Wendy. Khi Wendy đã nhiều tuổi, cậu lại làm quen với con gái của cô...